# Ambrosiaster
Ambrosiaster (4. század) ókeresztény író.
A Szent Pál tizenhárom leveléhez írt kommentárok szerzője, akinek a valódi neve nem ismert. A kommentárok a 4. század végén keletkeztek, és a szerző által fejtegetett teológiai kérdések – kegyelem és akaratszabadság, kegyelem és természet viszonya, az eredendő bűn kérdése – megegyeznek az ágostoni teológia alapkérdéseivel, ezért a feltételezések szerint a szerző Hippói Szent Ágoston környezetébe tartozhatott. Az író még a Vulgata előtti latin nyelvű Bibliafordítást használta. A mű számos fontos ismeretanyaggal szolgál a keresztények asztrológiai tudására vonatkozóan, valamint Mithrász, Anubisz és Kübelé kultuszáról is.
Az írásokat a középkorban Szent Ambrus, azaz latinosan Ambrosius műveinek tartottak, ezt azonban kizárta a stíluselemzés, de az is, hogy a szerzője a latin Bibliát használta. Személyére vonatkozóan több feltevés is született. Az egyik szerint a kikeresztelkedett zsidó Izsák volt a szerző, aki I. Damáz pápa ellensége volt, és később ismét felvette a zsidó vallást. A másik feltevés Hilarianust vagy Hilariust nevezi meg a kommentárok szerzőjének, de Remesianai Nicetas személye is szóba került.